# (35834) 1999 JT57
1999 JT57 (asteroide 35834) é um asteroide da cintura principal. Possui uma excentricidade de 0.05603140 e uma inclinação de 8.71094º.
Este asteroide foi descoberto no dia 10 de maio de 1999 por LINEAR em Socorro.